# Bill Bell (titeur sportif)
Pour les articles homonymes, voir Bill Bell, William Bell et Bell.
Bill Bell est un tireur sportif canadien.

## Palmarès
Bill Bell a remporté l'épreuve Witworth (réplique) aux championnats du monde MLAIC organisés en 2004 à Batesville  aux USA  .